# Eurystomus orientalis
La ghiandaia marina orientale (Eurystomus orientalis  (Linnaeus, 1766)) è un uccello della famiglia Coraciidae, noto anche come  uccello dollaro per le distintive macchie a forma di dollaro sulle ali.

## Descrizione
Lungo fino a 30 cm. I giovani hanno un becco di colore più scuro, il quale si fa più arancio man mano che diventano adulti.

## Biologia
Questo uccello è insettivoro e ama particolarmente i coleotteri, che spesso cattura in volo.
Si avvista più comunemente da solo, magari posato su un ramo spoglio da cui si getta in picchiata per ghermire un insetto, ritornando in seguito sullo stesso posatoio dopo alcuni secondi.

## Distribuzione e habitat
Diffuso dall'Asia orientale e dal Sud-est asiatico sino all'Australia settentrionale e orientale.